# 拉斐爾·沃爾夫
拉斐爾·沃爾夫（德語：Raphael Wolf，1988年6月6日—）是一位德國足球運動員。他在球場上司職守門員。

## 外部連結
- Raphael Wolf profile at transfermarkt.de